# Serra de São Tiago
A Serra de São Tiago é uma elevação de Portugal Continental, com 400 metros de altitude. Situa-se no distrito do Porto, na confluência das freguesias de Sobrosa, Louredo da Serra e Beire, do concelho de Paredes, Ferreira, do concelho de Paços de Ferreira e Nevogilde, do concelho de Lousada.